# On Her Wedding Day
Pour plus de détails, voir Fiche technique et Distribution.
On Her Wedding Day est un film américain réalisé par Wilfrid North, sorti en 1912.

## Fiche technique
- Titre : On Her Wedding Day
- Réalisation : Wilfrid North
- Scénario :
- Photographie :
- Montage :
- Producteur :
- Société de production : Vitagraph Company of America
- Société de distribution : General Film Company
- Pays d'origine :  États-Unis
- Langue : film muet avec les intertitres en anglais
- Format : Noir et blanc — 35 mm — 1,33:1 — Muet
- Métrage : 306 mètres (1 bobine)
- Genre : Comédie dramatique
- Durée : 10 minutes
- Dates de sortie :
  -  États-Unis : 29 mai 1912
  -  Royaume-Uni : 22 août 1912

## Distribution
- Edith Storey : Ethel Morris, La mariée
- Harry Northrup : Elbert Kenyon, le marié
- Earle Williams : Donald Scott, le témoin
- Tefft Johnson : M. Morris, Le père d'Ethel
- Rose Tapley : Mme Morris, la mère d'Ethel